# El Charco
El Charco è un comune della Colombia facente parte del dipartimento di Nariño.
Il centro abitato venne fondato da Fidel D'Croz Satizabal nel 1886, mentre l'istituzione del comune è del 1967.